# Маркарьян, Ашот Юрьевич
Ашо́т Ю́рьевич Маркарья́н (род. 12 января 1968, Армавир, Краснодарский край) — российский самбист и дзюдоист, чемпион и призёр чемпионатов СССР, чемпион Европы, двукратный чемпион мира, Заслуженный мастер спорта России, депутат Армавирской городской думы, почётный гражданин города Армавир, кандидат экономических наук.

## Биография
Родился в Армавире 12 января 1968 года в семье служащих. В 1984 году окончил среднюю школу, после окончания которой поступил в Армавирский государственный педагогический институт на индустриально-педагогический факультет. В 1986—1988 годах служил в армии.
В 1991 году окончил институт. В 2003 году окончил юридический факультет Адыгейского государственного университета. Защитил кандидатскую диссертацию по теме «Системный маркетинговый инструментарий на российском сегменте рынка тренерских спортивно-оздоровительных услуг».
Индивидуальный предприниматель, президент производственно-торгового объединения «Бакар», директор ООО «Олимп-2000».
С детства увлекался спортом: спортивной гимнастикой, баскетболом, самбо и дзюдо. Его тренером был Рудольф Мкртичевич Бабоян. В 17 лет стал мастером спорта. Является многократным чемпионом и призёром чемпионатов СССР и России по самбо и дзюдо, чемпионом Европы и мира.
С 1997 года является тренером Армавирской краевой СДЮШОР по борьбе самбо и дзюдо.
В Армавире с 2004 года проводятся ежегодные международные турниры на призы А. Ю. Маркарьяна. 24 февраля 2005 года Ашоту Маркарьяну присвоено звание «Почётный гражданин Армавира».

## Спортивные результаты
- Кубок СССР по самбо 1991 года — ;
- Чемпионат России по самбо 1992 года — ;
- Чемпионат России по самбо 1993 года — ;
- Чемпионат России по самбо 1994 года — ;
- Чемпионат России по самбо 1995 года — ;
- Чемпионат России по самбо 1997 года — ;

## Семья
Женат. Трое детей. Сын Георгий Маркарьян (1999) — российский и греческий самбист и дзюдоист, призёр чемпионатов Европы и мира по самбо, мастер спорта России международного класса.

## Награды
- Медаль ордена «За заслуги перед Отечеством» I степени (8 ноября 2023 года) — за большие заслуги в развитии и популяризации самбо в Российской Федерации, многолетнюю добросовестную работу[1]
- Медаль ордена «За заслуги перед Отечеством» II степени (12 октября 2006 года) — за заслуги в развитии физической культуры и спорта и многолетнюю добросовестную работу[2]
- Почётная грамота Президента Российской Федерации (12 ноября 2018 года) — за заслуги в развитии и популяризации самбо[3]